# Харвард, Расселл
Расселл Уэйн Харвард (англ. Russell Wayne Harvard; род. 16 апреля 1981 года, Пасадина, Техас, США) — американский актёр кино и театра. Имеет нарушение слуха. Известен по таким ролям, как взрослый Эйч-Даблъю Плэйнвью в своём дебютном фильме «Нефть», который получил две премии «Оскар»; глухого борца чемпионата NCAA и бойца UFCU Мэтта Хэмилла в биографическом фильме «Молот»; мистера Ренча в первом и третьем сезонах телесериала «Фарго». Харвард также получил признание вне Бродвея в постановке Нины Рейн 2012 года «Племена» в роли Билли, глухого сына интеллектуальной, хотя и дисфункциональной, слышащей британской семьи. За свою интерпретацию он получил премию «Театральный мир» 2012 года за выдающееся дебютное выступление и был номинирован на премии «Лига драмы», «Внешний круг критиков» и «Люсиль Лортел».

## Ранняя жизнь и образование
Харвард родился в Пасадине (Техас) в семье глухих в третьем поколении. Он младший из двух глухих сыновей Кей (в девичестве Янгблуд) и Генри Харвардов. И его родители, и бабушка по отцовской линии также глухие. В начале 1980-х годов Харварды переехали в Остин (Техас), чтобы их старший сын Ренни мог поступить в их альма-матер, Техасскую школу для глухих (TSD). Семья первоначально поместила Рассела (из-за его речевых способностей и остаточного слуха) в устный колледж для детей, которые учатся читать исключительно по губам. Обнаружив, что он там недоволен, родители перевели его на обучение в TSD, которое включало обучение чтению по губам и логопедию на английском языке. Хотя он может слышать некоторые звуки с помощью слухового аппарата, включая речь и музыку, он называет себя глухим и считает американский язык жестов своим первым языком.
После окончания TSD в 1999 году Харвард начал учёбу в Галлодетском университете в Вашингтоне. В разное время во время учёбы в колледже он брал перерыв, чтобы работать помощником учителя дошкольников в Государственной школе для глухих и слабослышащих Аляски в Анкоридже. Его мать позже присоединилась к нему, работая в Американском Красном Кресте. Там он подумывал о карьере театрального учителя , и в 2008 году вернулся в качестве «артиста по месту жительства» (программа для приглашения представителей искусства проживать в помещениях учреждения). В Галлодете он сохранил высокий средний балл и получил степень бакалавра театрального искусства в 2008 году.

## Карьера

### Кино и телевидение
Ещё во время учёбы в Галлодете одна из его профессоров, Анжела В. Фарранд, предложила Харварду отправить фотографии и резюме агентам по кастингу, ищущим глухого актёра для фильма «Нефть». Он прошёл прослушивание и получил роль взрослого Эйч-Даблъю Плэйнвью, для которой он должен был исследовать и использовать старинную форму американского языка жестов для сцены противостояния отца (Дэниэл Дэй-Льюис) и сына.
Вскоре после завершения съёмок в «Нефти» Харвард впервые появился на телевидении на канале CBS в сериале «C.S.I.: Место преступления Нью-Йорк» в эпизоде «Тихая ночь», вместе с Марли Мэтлин (также глухая актриса), а затем снялся в качестве приглашённой звезды в эпизоде «Коробка» (2010 год) в сериале Fox «Грань». Также он появлялся в сериалах «Их перепутали в роддоме» и «Неправильная мама». Он снялся в короткометражных фильмах «Вывески» (2007 год), «Слова» (2010 год) и «Это нормально» (2013 год), сыграл главную роль Тима в независимом полнометражном фильме «Клаустрофобия» (2011 год), а также сыграл ведущие роли в фильмах на жестовом языке «Эффект Верса» и «Джеральд». Харвард является членом Гильдии киноактёров и Ассоциации актёров.
В фильме «Молот» Харвард сначала получил роль соседа Мэтта Хэмилла по комнате Джея, но в итоге ему дали главную роль, когда первоначальный выбор на роль Мэтта, продюсер и соавтор сценария фильма, актёр Эбен Костбар, уступил роль из уважения к желанию сообщества глухих увидеть подлинно глухого актёра (в фильме Костбар исполнил роль тренера Кэнтрелла, а роль Джея досталась глухому актёру Майклу-Энтони Спейди). «Молот»завоевал приз зрительских симпатий на многих кинофестивалях, включая Кинофестиваль Американского института киноискусства, Международный кинофестиваль в Кливленде, Кинофестиваль во Флориде, Кинофестиваль Хартленд, Кинофестиваль в Майами и Кинофестиваль в Ньюпорт-Бич.

#### «Фарго»
В августе 2013 года производственная группа FX/MGM производящая телесериал-антологию «Фарго», экранизация одноимённого фильма братьев Коэн 1996 года, выбрала Харварда на роль мистера Ренча, одного из двух киллеров, преследующих главного героя Лорна Малво (Билли-Боб Торнтон). По совпадению, создатель сериала Ной Хоули, житель Остина и проживает недалеко от Техасской школы для глухих. Он назвал своё соседское столкновение с языком жестов источником вдохновения для персонажа «Мистер Ренч»: глухого убийцы, который владеет языком жестов, на котором общается со своим партнёром мистером Намберсом (которого играет Адам Голдберг). Во время пятимесячных съёмок в Калгари Харвард и менеджер шоу на языке жестов Кэтрин МакКиннон тесно сотрудничали с Голдбергом над переводом диалогов пары для их сцен.
Критическая реакция на ссоры наёмных убийц, исполненных Харвардом и Голдбергом, была в подавляющем большинстве положительна. По мнению Алана Сепинуолла из HitFix.com, «отношения между Голдбергом и Харвардом кажутся непохожими ни на одну криминальную парочку подобного типа, которую я видел раньше, даже в разгар шоу, которое в остальном искусно перестраивает знакомые фрагменты фильма и другие криминальные истории». А Тим Гудман, телекритик The Hollywood Reporter, написал: «Если учесть всё радостно-странное в «Фарго», то убийцы, опасный и глухой мистер Ренч (Рассел Харвард) и его партнёр и переводчик, мистер Намберс (Адам Голдберг)... Я уже хочу отдельный сериал, который просто следует вокруг мистера Ренча и мистера Намберса». Более того, создатель сериала Ной Хоули, который охарактеризовал Харварда как «магнетический и харизматичный» в роли мистера Ренча, в конечном итоге вернул персонажа в третьем сезоне. 19 июня 2014 года Ассоциация журналистов телевещания удостоила «Фарго» трёх наград (включая лучший мини-сериал) на церемонии награждения «Выбор телевизионных критиков». «Фарго» также выиграл три «Эмми» на 66-й ежегодной церемонии вручения прайм-таймовой премии «Эмми» 25 августа 2014 года. На 72-й ежегодной церемонии вручения премии «Золотой глобус» 11 января 2015 года сериал получил премию «Лучший мини-сериал или телефильм», а также первый сезон получил премию «Пибоди» 2014 года.

### Театр
Со слов Харварда, когда ему было восемь лет, его двоюродный брат выступал на сцене в «Волшебнике из страны Оз», что вдохновило его стать актёром. Впоследствии он стал активно участвовать в театральной работе в Техасской школе для глухих (TSD). В Галлодетском университете он появился в постановке 2006 года «Трамвай „Желание“» и в роли Клаудио в совместной постановке с театром Амариллис «Много шума из ничего». Его самая ранняя профессиональная сценическая работа была в парной роли санитара и сына садовника на мировой премьере постановки Рэйчел Шейнкин и трио GrooveLily «Спящая красавица просыпается» для театра глухих Deaf West Theatre в 2007 году. Как написал критик TimeOut Джеймс Симс, «Харвард присоединяется к разряду глухих актёров, которые преодолевают любые предполагаемые ограничения из-за отсутствия речевых реплик и с лёгкостью захватывают сердце вновь созданными персонажами». В следующем году, он играл (также для Deaf West Theatre) Эзопа в «Эзоп кто?». В 2007 году он как ассистент режиссёра участвовал в постановке мюзикла для молодёжи «Никто не совершенен» (Центр Кеннеди и VSA Arts).
Харвард получил центральную роль Билли на нью-йоркской премьере британской комедийной драмы «Племена» после обширных поисков в Северной Америке подлинно глухого актёра, который мог бы справиться как с языком жестов, так и с диалогами со слышащими актёрами на протяжении всей пьесы. Он сыграл роль, получившую признание в более чем 400 вне бродвейских спектаклях в театре Барроу-Стрит (где «Племена» побили все рекорды кассовых сборов). Критики единодушно хвалили его актёрские способности: «Рассел Харвард, сам глухой, представил мощную игру, которая варьируется от искусной романтической комедии до тихой печали и душераздирающего гнева» (Эрик Хаагенсен, backstage.com); «[Харвард] потрясающий в отображении форм и степеней личного общения» (Бен Брантли, The New York Times); «[Харвард] почти без усилий трансформируется от сладости к горечи, при этом заставляя нас осознавать как боль, так и силу Билли» (Брайан-Скотт Липтон, TheaterMania.com). Джон Лар из The New Yorker так оценил это дебютное выступление в Нью-Йорке:
В роли Билли глухой Рассел Харвард придаёт этой роли необычайно сдержанную сладость. Он красив, бдителен и чувствителен, и без какой-либо сентенции ему удаётся передать храбрость Билли через его стойкость и бунтарство.
Харвард воссоздал роль на сцене Mark Taper Forum в Лос-Анджелесе весной 2013 года, а позже тем же летом в La Jolla Playhouse в Сан-Диего. 15 июня 2015 года L.A. Theater Works выпустили аудио-компакт-диск «Племена» с участием Харварда и других актёров.
10 августа 2015 года Playbill.com официально объявил о том, что Гарвард будет участвовать в бродвейском мюзикле Данкана Шейка и Стивена Сатера «Весеннее пробуждение». Этот трансферный спектакль, который открылся в театре Брукса Аткинсона 27 сентября 2015 года, ознаменовал бродвейский дебют Харварда и его партнёрши по Марли Мэтлин.
28 февраля 2019 года Харвард сыграл в театре Корт на Бродвее в роли Герцога Корнуолльского в шекспировском «Короле Лире» с Глендой Джексон в главной роли. Его присутствие в роли включало переводчика для глухих в качестве персонажа на сцене, который переводил ему и говорил большую часть его строк остальным, когда он отвечал. Он использовал свои вокальные данные, чтобы произносить несколько реплик своего персонажа в моменты сильных эмоций; в сцене его смерти переводчик выступил как слуга, который противостоит ему и смертельно ранит его, и их противостояние происходило исключительно на языке жестов.
По состоянию на январь 2020 года Харвард выступает в спектакле «Убить пересмешника» на Бродвее в ролях Линка Диса и Бу Рэдли.
Харвард преподаёт театральное искусство и ставит пьесы в TSD. Он поставил несколько школьных музыкальных постановок, в том числе «Бриолин» и «Волшебник из страны Оз».

### Музыка и танцы
В интервью Харвард выразил свою страсть к музыке на протяжении всей жизни, которую он исполняет как вживую на культурных мероприятиях для глухих, так и в любительских видео. Он пользуется популярностью на YouTube, где размещает видео своего исполнения современных песен на американском жестовом языке. Его универсальные стили интерпретации варьируются от рока, попа, рэпа и хип-хопа до танцевальной поп-музыки, альтернативного рока и синти-попа. Харвард, наряду с Джессикой (JessKay) фон Гаррел, Сабриной Валенсия и Джесси Джонсом III, является одним из основателей танцевальной хип-хоп группы глухих «HipZu Funk», базирующейся в Остине.

### Пропаганда
26 мая 2010 года Харвард дал показания в качестве свидетеля перед подкомитетом Сената США по коммуникациям, технологиям и интернету на слушании под названием «Инновации и инклюзия: Закон об американцах с ограниченными возможностями», на котором основное внимание уделялось вопросам, поднятым Законом о равном доступе к коммуникации в XXI веке. Выступая от имени Национальной ассоциации глухих (NAD) и Коалиции организаций по доступным технологиям (COAT), он утверждал, что Конгрессу необходимо принять новый закон, требующий использования скрытых субтитров для видеопрограмм в интернете, как это было сделано для телевизионного вещания в 1990 году:
Скрытые субтитры оказали огромное влияние на жизнь каждого глухого или слабослышащего человека, включая меня. Они позволяют мне быть в курсе того, что происходит в мире. Они позволяют мне смотреть телевизор с семьёй и друзьями. Они позволяют мне получать информацию, необходимую для разработки, и делиться своими взглядами на политические кампании. Они позволяют мне идти в ногу с современными тенденциями и сохранять независимость и чувство собственного достоинства.
Он объяснил, что все современные устройства, независимо от размера экрана, должны иметь возможность создания субтитров и простые элементы управления активацией. Поскольку так мало распространителей программ в настоящее время предлагают субтитры в интернете, «теперь мы обнаруживаем, что, когда мы обращаемся к видеопрограммам в интернете, мы снова оказываемся позади, не в силах понять, что происходит». В заключение он обратился к Конгрессу, попросив «не оставлять нас позади, поскольку новые технологии интернета и цифрового видеопрограммирования становятся доступными для широкой публики».
Харвард также был ярым сторонником исследования способов, с помощью которых глухие специалисты по развлечениям могут работать более независимо, создавая работы для сцены и экрана. Он предполагает более творческое использование коммуникационных технологий в художественном процессе и обеспечение большей доступности для глухой аудитории. Он также надеется увидеть расширяющийся диапазон и тип ролей в кино и на телевидении, в которых могут быть задействованы профессиональные глухие актёры: «Нам нужны сценаристы и кастинг-директора, которые будут бесстрашно работать с глухими актёрами».

## Фильмография
| КИНО        | КИНО                                | КИНО                  | КИНО                         | КИНО                                       |
| Год         | Название                            | Оригинальное название | Роль                         | Примечание                                 |
| ----------- | ----------------------------------- | --------------------- | ---------------------------- | ------------------------------------------ |
| 2007        | Вывески                             | Signage               | друг Джонатана               | Короткометражка                            |
| 2007        | Нефть                               | There Will Be Blood   | взрослый Эйч-Даблъю Плэйнвью | Кинодебют                                  |
| 2008        | С означает сексуальный              | S Is for Sexy         | друг Джонатана               | Антология, включающая в себя «Вывески»     |
| 2009        | Джеральд                            | Gerald                | Кори                         | Фильм на языке жестов                      |
| 2010        | Слова                               | Words                 | Оуэн                         | Короткометражка                            |
| 2010        | Молот                               | The Hammer            | Мэтт Хэмилл                  |                                            |
| 2011        | Клаустрофобия                       | Claustrophobia        | Тим                          |                                            |
| 2011        | Эффект Верса                        | Versa Effect          | Сет                          | Фильм на языке жестов                      |
| 2013        | Это нормально                       | This Is Normal        | Алекс                        | Короткометражка                            |
| 2022        | Красное, белое и вода               | Red, White and Water  | Джастин                      |                                            |
| ТЕЛЕВИДЕНИЕ |                                     |                       |                              |                                            |
| Год         | Название                            | Оригинальное название | Роль                         | Примечание                                 |
| 2006        | C.S.I.: Место преступления Нью-Йорк | CSI: NY               | Коул Роуэн                   | эпизод «Тихая ночь»                        |
| 2010        | Грань                               | Fringe                | Джо                          | эпизод «Коробка»                           |
| 2014 2017   | Фарго                               | Fargo                 | мистер Ренч                  | 1-й сезон: 7 эпизодов 3-й сезон: 4 эпизода |
| 2015        | Их перепутали в роддоме             | Switched at Birth     | Джулиан Стэнтон              | эпизод «Выбор игрока»                      |
| 2015        | Неправильная мама                   | Odd Mom Out           | Себастьян                    | эпизод «Омакасе»                           |